# Rivière Brassier
Pour les articles homonymes, voir Brassier.
La rivière Brassier est un affluent du lac Parent (Abitibi), coulant dans la ville de Senneterre, dans la municipalité régionale de comté (MRC) de La Vallée-de-l'Or, dans la région administrative de l’Abitibi-Témiscamingue, au Québec, au Canada.
Le cours de la rivière traverse successivement les cantons de Delestre, Brassier et Dollard.
La rivière Brassier coule entièrement en territoire forestier et en zone de marais à l'est de la rivière Bell. La foresterie constitue la principale activité économique de ce bassin versant.
La surface de la rivière est habituellement gelée de la mi-décembre à la mi-avril.

## Géographie

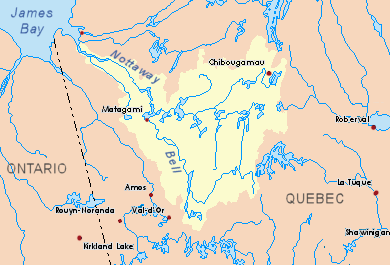
Bassin versant de la rivière Nottaway

La rivière Brassier prend sa source à l’embouchure d’un lac non identifié (longueur : 0,8 km ; altitude : 369 m). Son cours forme un hameçon dont le pic est le lac de tête.
Cette source de la rivière est située à 1,0 km au nord de la route R0806 qui traverse le secteur d’Est en Ouest ; à 16,7 km au sud-est de la confluence de la rivière Brassier avec le lac Parent (Abitibi) ; à 20,9 km à l'est du centre-ville de Senneterre (ville) ; et à 37,8 km au sud de l’embouchure du lac Parent (Abitibi).
Les principaux bassins versants voisins de la rivière Brassier sont :
- côté nord : rivière Bell, lac Parent (Abitibi), rivière du Hibou, lac Jacques ;
- côté est : ruisseau Signay, rivière du Hibou, rivière Delestres, rivière Collin (rivière Mégiscane) ;
- côté sud : rivière Mégiscane, ruisseau Sunday ;
- côté ouest : rivière Louvicourt, lac Parent (Abitibi).

À partir de sa source, la rivière Brassier coule sur environ 50 km selon les segments suivants :
- 7,4 km vers le sud-ouest en contournant par le sud le lac Jacques, jusqu’à un ruisseau (venant du sud) ;
- 20,0 km vers le nord-ouest, puis le nord, jusqu’au ruisseau Jacques ;
- 15,9 km vers le nord-ouest en traversant une zone de marais, jusqu’à sa confluence[2].

La rivière Brassier se décharge sur la rive est du lac Parent (Abitibi) (altitude : 301 m lequel se déverse dans la rivière Bell, un affluent du lac Matagami. Ce dernier lac se déverse à son tour dans la rivière Nottaway, un affluent de la rive sud--est de la Baie James.
Cette confluence de la rivière Brassier avec le lac Parent (Abitibi) est située en face des îles : Banneman, Prospect et Wigwam ; en amont de la confluence de la rivière Mégiscane ; et en aval de la Baie du Hibou du lac Parent (Abitibi). Plus précisément, la rivière Brassier se déverse à :
- 9,4 km au sud de l’embouchure du lac Parent (Abitibi) ;
- 19,4 km au nord de la confluence de la rivière Mégiscane avec le lac Parent (Abitibi) ;
- 46,6 km au sud du centre du village de Lebel-sur-Quévillon ;
- 31,4 km au nord du centre du village de Senneterre (ville).

## Toponymie
Le toponyme « rivière Brassier » a été officialisé le 5 décembre 1968 à la Commission de toponymie du Québec.